# Entoria banshoryoensis
Entoria banshoryoensis är en insektsart som beskrevs av Tokuichi Shiraki 1935. Entoria banshoryoensis ingår i släktet Entoria och familjen Phasmatidae. Inga underarter finns listade i Catalogue of Life.